# Comité acadien et francophone de l'Est
Le Comité acadien et francophone de l'est, aussi connu sous l'acronyme CAFE, est un organisme de préservation et de promotion de la langue française dans l'est de la province de l'Île-du-Prince-Édouard au Canada. Il permet aux personnes parlant français de se rassembler et de parler français. Il accueille aussi les personnes qui ont perdu leur français dû à l'environnement anglophone de la région pour leur permettre de retrouver leur langue d'origine. 
Le comité a été créé en 2005. Il est basé dans la région de Souris, à l'est de l'Île-du-Prince-Édouard. Il anime un centre communautaire et une école francophone, l'école La-Belle-Cloche (il s'agit de l'école française de Kings-Est qui a pris le nom La-Belle-Cloche en septembre 2003.